# Departamento de Sucre
Koordinaten: 9° 0′ N, 75° 6′ W
Das Departamento de Sucre ist ein Departamento in der Región Caribe im Norden Kolumbiens. Es grenzt im Osten an Bolívar und im Westen an Córdoba. Im Norden liegt der Atlantik.
Der Hauptwirtschaftszweig ist die Viehzucht. In der Landwirtschaft werden vorwiegend Tabak, Baumwolle, Mais, Yamswurzeln, Sorghum, Yuca und Bananen angebaut. Bedeutende Bodenschätze sind Erdöl und Erdgas. Die Industrie ist wenig entwickelt. Es überwiegen kunsthandwerkliche Kleinbetriebe.

## Administrative Unterteilung
Die 26 Gemeinden Sucres stehen in der Liste der Municipios im Departamento de Sucre.